# Constante d'équilibre
En chimie, une constante d'équilibre caractérise l'état d'équilibre d'un système chimique. Elle est donc associée à un état du système qui ne peut pas évoluer de manière spontanée. La valeur de la constante d'équilibre dépend uniquement de la réaction chimique considérée et de la température. Les constantes d'équilibre sont généralement données à 25 °C.
Claude-Louis Berthollet fut le premier, en 1803, à comprendre que toute réaction chimique n'est pas totale. Dans son Essai de statique chimique, il écrivit la première formule permettant de définir a priori les quantités présentes à l'équilibre. C'est en observant les bords d'un « lac de natron » lors d'une expédition en Égypte avec Napoléon Bonaparte et Gaspard Monge qu'il arriva à cette conclusion, originale pour l'époque. Les bords du lac salé étaient couverts de carbonate de sodium. Il établit que les deux réactifs (du chlorure de sodium — du sel — et du carbonate de calcium) réagissent aussi avec les produits de réaction.

## Définition
En considérant l'équation chimique suivante :
{\displaystyle 0=\sum _{i=1}^{N}\nu _{i}{\rm {A}}_{i}}
où :
- {\displaystyle {\rm {A}}_{i}} est une espèce chimique ;
- {\displaystyle \nu _{i}} est le coefficient stœchiométrique de l'espèce {\displaystyle {\rm {A}}_{i}} ({\displaystyle \nu _{i}} est positif pour les produits de la réaction et négatif pour les réactifs) ;
- {\displaystyle N} le nombre de constituants.

La constante d'équilibre est définie par la relation :
{\displaystyle K=\prod _{i=1}^{N}{\alpha _{i(f)}}^{\nu _{i}}}
où :
- {\displaystyle \alpha _{i(f)}} est l'activité chimique de l'espèce {\displaystyle i} à l'équilibre ;
- {\displaystyle \prod } est l'opérateur produit.

La constante d'équilibre {\displaystyle K} est donc une grandeur sans unité.

### Notion d'activité
L'activité chimique d'une espèce est l'influence de la quantité d'une espèce sur l'énergie libre du système. Elle se définit schématiquement comme la « concentration active » de l'espèce en solution. Elle est :
- égale à 1 si l'espèce est un solvant, ou plus généralement une phase pure ;
- égale à la concentration de l'espèce sur la concentration de référence {\displaystyle C^{\circ }} que l'on choisit égale à 1 mol/l si l'espèce est un soluté ;
- égale au rapport de la pression partielle (en bars) de l'espèce rapportée à une pression de référence {\displaystyle P^{\circ }} que l'on choisit égale à 1 bar si l'espèce est un gaz.

### Lien avec l'enthalpie libre
L'enthalpie libre standard {\displaystyle \Delta _{r}G^{\circ }(T)} d'une réaction chimique effectuée à température {\displaystyle T} et pression {\displaystyle P} constantes, est reliée à la constante d'équilibre {\displaystyle K(T)} par la relation :
{\displaystyle \Delta _{r}G^{\circ }(T)=-RT\ln K(T)}
où {\displaystyle R} est la constante des gaz parfaits et {\displaystyle T} la température absolue (en kelvins).
Ainsi, 
{\displaystyle K(T)=\exp \left(-{\frac {\Delta _{r}G^{\circ }(T)}{RT}}\right).}
La constante d'équilibre est donc une grandeur thermodynamique (elle caractérise l'équilibre du système) et n'a pas d'incidence sur la cinétique (vitesse de réaction) de ce système.

### En physique statistique
Pour la réaction :
{\displaystyle \sum \nu _{i}{\rm {A}}_{i}=0,}
en notant {\displaystyle \nu _{i}<0} pour désigner les produits, la constante d'équilibre s'écrit :
{\displaystyle K(T)=\prod n_{i}^{\nu _{i}}=\prod \left\{\left({\frac {2\pi m_{i}k_{\mathrm {B} }T}{h^{2}}}\right)^{3\nu _{i}/2}Z_{i}(T)^{\nu _{i}}\right\}\exp \left({\frac {-E}{k_{\mathrm {B} }T}}\right)}
où :
- {\displaystyle m_{i}} désigne la masse du réactif ou produit {\displaystyle {\rm {A}}_{i}} ;
- {\displaystyle Z_{i}(T)} est la fonction de partition interne de l'espèce {\displaystyle {\rm {A}}_{i}} ;
- {\displaystyle E} est l'énergie consommée requise par la réaction ({\displaystyle E<0} pour une réaction exothermique) ;
- {\displaystyle T} est la température ;
- {\displaystyle k_{\mathrm {B} }} est la constante de Boltzmann ;
- {\displaystyle h} est la constante de Planck.

## Utilisation
Pour le calcul de la constante d'équilibre, les valeurs des activités des différentes espèces mises en jeu sont prises en compte lorsque l'équilibre de la réaction est atteint. Si l'on change l'activité chimique de l'une des espèces mises en jeu (en changeant la concentration d'une espèce en solution ou la pression partielle d'un gaz), alors l'équilibre est déplacé (si la réaction était en état d'équilibre, à cause de cette modification elle n'est plus à l'équilibre), la réaction tendra vers le retour à la situation d'équilibre (K reste inchangé, pour une même réaction, à température constante).
Voir « Principe de modération de Le Chatelier ».

### Facteur d'équilibre
Un facteur d'équilibre est une variable d'état qui, lorsqu'elle est modifiée, déplace l'équilibre de la réaction.

#### Variables d'état
Une variable d'état caractérise l'état d'équilibre du système, par exemple :
- la pression de l'air ;
- la pression des espèces gazeuses participant à la réaction ;
- la température ambiante ;
- les concentrations molaires des espèces dissoutes.

#### Quelques facteurs d'équilibre
Voici une liste non exhaustive des principaux facteurs d'équilibre :
- température ;
- pressions des espèces gazeuses participant à la réaction ;
- concentrations molaires des solutés (espèces dissoutes) participant à la réaction.

### Quotient de réaction
Le quotient de réaction permet de caractériser l'état d'avancement d'une réaction, et ainsi de prévoir son évolution. C'est la valeur prise par l'expression de la constante d'équilibre lorsque le système réactionnel est hors équilibre.

#### Formule générale
{\displaystyle Q_{\text{r}}=\prod _{i=1}^{N}{\alpha _{i}}^{\nu _{i}}}.
En fait, la formule est quasiment identique à celle de la constante d'équilibre, mais ici les activités sont prises au moment où la réaction n'est pas terminée et non pas à l'équilibre.

#### Utilisation
Pour prévoir le sens d'évolution du système, on compare constante d'équilibre et quotient de réaction de la réaction étudiée ; le système devant évoluer vers {\displaystyle Q_{\text{r}}=K(T)}:
- si {\displaystyle Q_{\text{r}}=K(T)}, le système est à l'équilibre ;
- si {\displaystyle Q_{\text{r}}<K(T)}, le système va évoluer dans le sens qui fait augmenter {\displaystyle Q_{\text{r}}} jusqu'à atteindre {\displaystyle K(T)}, c'est-à-dire la réaction spontanée est celle qui évolue dans le sens direct ;
- si {\displaystyle Q_{\text{r}}>K(T)}, le système va évoluer dans le sens qui fait diminuer {\displaystyle Q_{\text{r}}} jusqu'à atteindre {\displaystyle K(T)}, c'est-à-dire la réaction spontanée est celle qui évolue dans le sens inverse.

En effet, c'est grâce à la loi de modération qu'on a pu tirer ces conclusions.

## Constantes d'équilibre particulières
Les principales constantes d'équilibre sont présentées dans le tableau suivant :
| Constante d'équilibre                                                    | Symbole  | Type d'équilibre                                                                                  |
| ------------------------------------------------------------------------ | -------- | ------------------------------------------------------------------------------------------------- |
| Produit ionique de l'eau                                                 | Ke       | Dissociation de l'eau                                                                             |
| Produit de solubilité                                                    | Ks       | Équilibre hétérogène entre une substance faiblement soluble et ses ions dans une solution saturée |
| Constante de dissociation (Constante d'acidité et Constante de basicité) | Ka et Kb | Dissociation d'un acide faible ou d'une base faible                                               |
| Constante de complexation                                                | ßn       | Formation d'un ion complexe                                                                       |
| Constante de partage ou de distribution                                  | KD       | Équilibre de distribution entre des solvants non miscibles                                        |

### Équilibres acido-basiques:KA,KB
- Lors de la dissolution d'un acide dans l'eau, entre en jeu une réaction acide-base du type (avec AH un acide et A− sa base conjuguée) :

AH + H2O = A− + H3O+.
On définit alors la constante d'acidité :
{\displaystyle K_{\text{A}}={\frac {{\frac {[\mathrm {A} ^{-}]_{\text{f}}}{C^{0}}}\cdot {\frac {[\mathrm {H_{3}O} ^{+}]_{\text{f}}}{C^{0}}}}{\frac {[\mathrm {AH} ]_{\text{f}}}{C^{0}}}}} où C0 vaut 1 mol L−1. KA est par conséquent sans unité. L'indice f signifie « final », c'est-à-dire à l'équilibre (on évite d'utiliser la notation éq que les néophytes associent parfois à tort à « équivalence »).
Plus la constante d'acidité est élevée, plus l'acide se dissocie dans l'eau, donc plus l'acide est fort.
Par commodité, on utilise souvent le pKa au lieu du Ka, défini ainsi : {\displaystyle \mathrm {p} K_{\text{A}}=-\log _{10}{K_{\text{A}}}} ; le pKa est souvent tabulé à 25 °C.
Ainsi, plus le pKa est faible (à ne pas confondre avec la constante d'acidité), plus l'acide est fort, donc plus il se dissocie dans l'eau.
- Par analogie, on définit la constante de basicité KB (soit B la base et BH+ l'acide conjugué) :

B + H2O = BH+ + HO− ;
On a alors : {\displaystyle K_{\text{B}}={\frac {{\frac {[\mathrm {BH} ^{+}]_{\text{f}}}{C^{0}}}.{\frac {[\mathrm {HO} ^{-}]_{\text{f}}}{C^{0}}}}{\frac {[\mathrm {B} ]_{\text{f}}}{C^{0}}}}} et de même {\displaystyle \mathrm {p} K_{\text{B}}=-\log _{10}{K_{\text{B}}}}.

### États de réactions entre deux couples acide/base:KA1,KB2
Lors de la réaction dans l'eau d'un acide (A1H) et d'une base (A2−), il est possible de déterminer à partir de la constante d'acidité l'état de la réaction : très peu avancée, équilibre ([A1−]=[A2−]), totale.

#### Formule générale
{\displaystyle K={\frac {[\mathrm {A} _{1}^{-}]_{\text{f}}.[\mathrm {A_{2}H} ]_{\text{f}}}{[\mathrm {A_{1}H} ]_{\text{f}}.[\mathrm {A} _{2}^{-}]_{\text{f}}}}}
{\displaystyle K={\frac {K_{{\text{A}}_{1}}}{K_{{\text{A}}_{2}}}}}
{\displaystyle K=10^{\mathrm {p} K_{{\text{A}}_{2}}-\mathrm {p} K_{{\text{A}}_{1}}}}

#### Utilisation
- Si K < 10−4, la réaction est très peu avancée.
- Si 10−4 < K < 104, il y a un état d'équilibre.
- Si K > 104, la réaction est totale.

### Solubilité des sels, le produit de solubilitéKs
La grandeur Ks mesure la solubilisation des sels dans un solvant donné.
Si dans le solvant donné, le sel AB se décompose selon l'équation
{\displaystyle {\rm {AB=A^{-}+B^{+}}}},
le produit de solubilité Ks est défini par :
{\displaystyle K_{\text{s}}=\left({\frac {[\mathrm {A} ^{-}]}{C^{0}}}\right)\left({\frac {[\mathrm {B} ^{+}]}{C^{0}}}\right)} (valeurs à saturation, c'est-à-dire à l'équilibre entre sel précipité et sel dissous).
Plus Ks est élevé, plus le sel étudié est soluble dans le solvant.